# 蘇西智
蘇西智，SBS，MH，民建聯成員，前北區區議員，曾任北區民選區議員（彩園）及北區區議會主席。

## 選舉生涯
蘇西智在1991年香港區議會選舉中落選。
1994年香港區議會選舉中，首次當選為彩園區議員，至今已經連任5屆彩園區議員。
2004年香港立法會選舉中，在新界東隨劉江華參選。2008年獲選為北區區議會主席。2012年再獲選為北區區議會主席。2015年香港區議會選舉，再次連任。
2019年香港區議會選舉，蘇被民主黨對手林子琼擊敗，連任失敗，結束他的25年區議員生涯。

## 榮譽
1999年，獲榮譽勳章。2006年，獲銅紫荊星章。2013年，獲銀紫荊星章。